# Línea VAC-243 (Largo recorrido)
La línea VAC-243 une la terminal subterránea de autobuses del Intercambiador de Avenida de América en Madrid con la estación de autobuses de Guadalajara.

## Características
Esta línea une Madrid y Guadalajara en aproximadamente 1 hora a través de la A-2.
Cuenta con diferentes recorridos que abarcan los municipios de Torrejón de Ardoz, Azuqueca de Henares o Alovera en algunas expediciones. También existen recorridos limitados que solo llegan a Azuqueca de Henares desde Madrid, o sólo circulan desde Alcalá de Henares hasta Guadalajara. Además existen recorridos directos sin ninguna parada intermedia entre ambas ciudades.
A pesar de ser una línea de titularidad estatal perteneciente al Ministerio de Transportes, gracias a un acuerdo entre el Consorcio Regional de Transportes de Madrid y la Junta de Comunidades de Castilla-La Mancha, es posible el uso del abono transporte correspondiente a la corona tarifaria E1 entre ambas comunidades, abarcando así la totalidad de la línea.
Se trata de la única línea de largo recorrido que comparte dársenas y planta del Intercambiador de Avenida de América junto con las líneas interurbanas del CRTM en el nivel -2, separada del resto de líneas de largo recorrido en el nivel -1.
Una peculiaridad de la línea es que operaba bajo el número 221 como una línea interurbana de Madrid (y 221A como la ruta reducida entre Guadalajara y Alcalá de Henares), a pesar de pertenecer a la concesión estatal VAC-044 Madrid - Guadalajara, con hijuelas. A finales de 2014 se dejaron de operar estas líneas con la numeración del CRTM, pese a mantener el acuerdo entre las dos comunidades de permitir el uso del abono transporte.
Durante el año 2018, se modernizó y actualizó la antigua concesión VAC-044 creando así la nueva y actual concesión VAC-243 para reemplazarla .
Debido a que su recorrido abarca zonas de la Comunidad de Madrid cubiertas por líneas interurbanas del CRTM, no se permiten los viajes desde Madrid hacia San Fernando de Henares, Torrejón de Ardoz ni Alcalá de Henares. Lo mismo ocurre con los servicios de vuelta que no recogen viajeros en las paradas dentro de la Comunidad de Madrid.
Existe un servicio combinado con la VAC-023 entre Toledo y Guadalajara que une ambas ciudades sin paradas intermedias. Sólo circula de lunes a viernes laborables y sale desde Guadalajara a las 07:00 y vuelve desde Toledo a las 17:00.
Está operada por la empresa ALSA, y no mantiene los mismos horarios todo el año, desde el 16 de julio al 31 de agosto se reducen el número de expediciones los días laborables entre semana (sábados laborables, domingos y festivos tienen los mismos horarios todo el año), además de los días excepcionales vísperas de festivo y festivos de Navidad en los que los horarios también cambian y se reducen.
Al igual que el resto de líneas de titularidad estatal, las siglas VAC corresponden a Viajeros Administración Central.
1. ↑  «WebArchive (CRTM). Listado de líneas interurbanas, todavía con las líneas 221 y 221A en servicio a fecha 7 de octubre de 2014». web.archive.org. Archivado desde el original el 7 de octubre de 2014. Consultado el 23 de noviembre de 2023.
2. ↑  «WebArchive (CRTM). Listado de líneas interurbanas, supresión de las líneas 221 y 221A a fecha 26 de diciembre de 2014». web.archive.org. Archivado desde el original el 26 de diciembre de 2014. Consultado el 23 de noviembre de 2023.
3. ↑  «Horario autobuses Guadalajara - Madrid». engranandopalabras.blogspot.com. Consultado el 23 de noviembre de 2023.
4. ↑  «Datos de viajeros de los servicios públicos de transporte de viajeros de uso general». www.transportes.gob.es. Consultado el 23 de noviembre de 2023.
5. ↑  «VAC-023 Toledo - Guadalajara». alsa.es. Consultado el 10 de diciembre de 2024.

### Rutas
Existen distintas rutas que abarcan otras poblaciones. A menudo se suele añadir al nombre de la concesión el apéndice "con hijuelas" refiriéndose algunos recorridos que abarcan distintas poblaciones de sus extremos.
| Número | Itinerario                                             |
| Ruta 1 | Madrid - Guadalajara, por Torrejón, Azuqueca y Alovera |
| Ruta 2 | Madrid - Guadalajara, por San Fernando                 |
| Ruta 3 | Madrid - Guadalajara, por Azuqueca                     |
| Ruta 4 | Madrid - Guadalajara DIRECTO                           |
| Ruta 5 | Guadalajara - Alcalá, por Alovera y Azuqueca           |
| Ruta 6 | Madrid - Azuqueca                                      |
| Ruta 7 | Madrid - Guadalajara, por Azuqueca y Alovera           |

## Horarios
NOTA: Al ser la ruta número 2 (Madrid - Guadalajara, por San Fernando) aquella realizada en el mayor número de expediciones, será aquella que se considere por defecto a pesar de no ser el primer recorrido disponible.

### 2 septiembre - 14 julio
| Lunes a viernes laborables | Lunes a viernes laborables | Sábados laborables, domingos y festivos | Sábados laborables, domingos y festivos |
| Madrid > Guadalajara       | Guadalajara > Madrid       | Madrid > Guadalajara                    | Guadalajara > Madrid                    |
| 06:45                      | 05:15                      | 07:30                                   | 06:30                                   |
| 06:45                      | 05:35                      | 08:00                                   | 07:00                                   |
| 07:00                      | 06:00                      | 08:30                                   | 07:30                                   |
| 07:00                      | 06:00                      | 08:30                                   | 07:30                                   |
| 07:05                      | 06:15                      | 09:00                                   | 08:00                                   |
| 07:30                      | 06:30                      | 09:30                                   | 08:30                                   |
| 07:45                      | 06:45                      | 10:00                                   | 09:00                                   |
| 08:00                      | 07:00                      | 10:30                                   | 09:30                                   |
| 08:15                      | 07:30                      | 10:30                                   | 09:30                                   |
| 08:30                      | 07:30                      | 11:00                                   | 10:00                                   |
| 08:30                      | 07:45                      | 11:30                                   | 10:30                                   |
| 08:45                      | 08:00                      | 12:00                                   | 11:00                                   |
| 09:00                      | 08:00                      | 12:30                                   | 11:30                                   |
| 09:00                      | 08:30                      | 12:30                                   | 11:30                                   |
| 09:30                      | 08:45                      | 13:00                                   | 12:00                                   |
| 10:00                      | 09:30                      | 13:30                                   | 12:30                                   |
| 10:30                      | 10:00                      | 14:00                                   | 13:00                                   |
| 11:00                      | 10:30                      | 14:30                                   | 13:30                                   |
| 11:00                      | 11:00                      | 14:30                                   | 13:30                                   |
| 11:15                      | 11:30                      | 15:00                                   | 14:00                                   |
| 11:30                      | 12:00                      | 15:30                                   | 14:30                                   |
| 12:00                      | 12:00                      | 16:00                                   | 15:00                                   |
| 12:30                      | 12:30                      | 16:30                                   | 15:30                                   |
| 13:00                      | 12:45                      | 16:30                                   | 15:30                                   |
| 13:00                      | 13:00                      | 17:00                                   | 16:00                                   |
| 13:15                      | 13:00                      | 17:30                                   | 16:30                                   |
| 13:30                      | 13:30                      | 18:00                                   | 17:00                                   |
| 13:45                      | 14:00                      | 18:30                                   | 17:30                                   |
| 14:00                      | 14:00                      | 18:30                                   | 17:30                                   |
| 14:20                      | 14:00                      | 19:00                                   | 18:00                                   |
| 14:40                      | 14:30                      | 19:30                                   | 18:30                                   |
| 15:00                      | 14:45                      | 20:00                                   | 19:00                                   |
| 15:00                      | 15:00                      | 20:30                                   | 19:30                                   |
| 15:05                      | 15:30                      | 20:30                                   | 19:30                                   |
| 15:25                      | 16:00                      | 21:00                                   | 20:00                                   |
| 15:40                      | 16:00                      | 21:30                                   | 20:30                                   |
| 16:00                      | 16:20                      | 22:00                                   | 21:00                                   |
| 16:20                      | 16:40                      | 22:30                                   | 21:30                                   |
| 16:40                      | 17:00                      | 22:30                                   | 21:30                                   |
| 16:40                      | 17:20                      | 23:00                                   | 22:00                                   |
| 17:00                      | 17:30                      | 23:30                                   | 22:30                                   |
| 17:00                      | 17:40                      | 00:00                                   | 23:00                                   |
| 17:20                      | 17:45                      |                                         |                                         |
| 17:20                      | 18:00                      |                                         |                                         |
| 18:00                      | 18:00                      |                                         |                                         |
| 18:15                      | 18:30                      |                                         |                                         |
| 18:20                      | 19:00                      |                                         |                                         |
| 18:40                      | 19:15                      |                                         |                                         |
| 19:00                      | 19:30                      |                                         |                                         |
| 19:00                      | 19:30                      |                                         |                                         |
| 19:20                      | 20:00                      |                                         |                                         |
| 19:40                      | 20:00                      |                                         |                                         |
| 20:00                      | 20:20                      |                                         |                                         |
| 20:05                      | 20:40                      |                                         |                                         |
| 20:20                      | 21:00                      |                                         |                                         |
| 20:40                      | 21:00                      |                                         |                                         |
| 21:00                      | 21:30                      |                                         |                                         |
| 21:00                      | 22:00                      |                                         |                                         |
| 21:20                      | 22:00                      |                                         |                                         |
| 21:40                      |                            |                                         |                                         |
| 22:00                      |                            |                                         |                                         |
| 22:00                      |                            |                                         |                                         |
| 22:30                      |                            |                                         |                                         |
| 23:00                      |                            |                                         |                                         |
| 23:30                      |                            |                                         |                                         |
| 00:00                      |                            |                                         |                                         |

### 15 julio - 1 septiembre
| Lunes a viernes laborables | Lunes a viernes laborables | Sábados laborables, domingos y festivos | Sábados laborables, domingos y festivos |
| Madrid > Guadalajara       | Guadalajara > Madrid       | Madrid > Guadalajara                    | Guadalajara > Madrid                    |
| 06:45                      | 05:15                      | 07:30                                   | 06:30                                   |
| 06:45                      | 05:35                      | 08:00                                   | 07:00                                   |
| 07:00                      | 06:00                      | 08:30                                   | 07:30                                   |
| 07:00                      | 06:00                      | 08:30                                   | 07:30                                   |
| 07:30                      | 06:30                      | 09:00                                   | 08:00                                   |
| 08:00                      | 07:00                      | 09:30                                   | 08:30                                   |
| 08:15                      | 07:00                      | 10:00                                   | 09:00                                   |
| 08:30                      | 07:15                      | 10:30                                   | 09:30                                   |
| 08:30                      | 07:30                      | 10:30                                   | 09:30                                   |
| 08:45                      | 07:30                      | 11:00                                   | 10:00                                   |
| 09:00                      | 08:00                      | 11:30                                   | 10:30                                   |
| 09:00                      | 08:00                      | 12:00                                   | 11:00                                   |
| 09:30                      | 08:30                      | 12:30                                   | 11:30                                   |
| 10:00                      | 09:00                      | 12:30                                   | 11:30                                   |
| 11:00                      | 09:30                      | 13:00                                   | 12:00                                   |
| 11:00                      | 10:00                      | 13:30                                   | 12:30                                   |
| 11:30                      | 10:00                      | 14:00                                   | 13:00                                   |
| 12:00                      | 10:30                      | 14:30                                   | 13:30                                   |
| 12:30                      | 11:00                      | 14:30                                   | 13:30                                   |
| 13:00                      | 12:00                      | 15:00                                   | 14:00                                   |
| 13:00                      | 12:00                      | 15:30                                   | 14:30                                   |
| 13:30                      | 12:30                      | 16:00                                   | 15:00                                   |
| 14:00                      | 13:00                      | 16:30                                   | 15:30                                   |
| 14:30                      | 13:30                      | 16:30                                   | 15:30                                   |
| 14:30                      | 13:30                      | 17:00                                   | 16:00                                   |
| 15:00                      | 14:00                      | 17:30                                   | 16:30                                   |
| 15:00                      | 14:00                      | 18:00                                   | 17:00                                   |
| 15:05                      | 14:00                      | 18:30                                   | 17:30                                   |
| 15:30                      | 14:10                      | 18:30                                   | 17:30                                   |
| 15:30                      | 14:30                      | 19:00                                   | 18:00                                   |
| 16:00                      | 15:00                      | 19:30                                   | 18:30                                   |
| 16:30                      | 15:30                      | 20:00                                   | 19:00                                   |
| 17:00                      | 15:30                      | 20:30                                   | 19:30                                   |
| 17:00                      | 16:00                      | 20:30                                   | 19:30                                   |
| 17:30                      | 16:00                      | 21:00                                   | 20:00                                   |
| 18:00                      | 16:30                      | 21:30                                   | 20:30                                   |
| 18:15                      | 16:30                      | 22:00                                   | 21:00                                   |
| 18:30                      | 17:00                      | 22:30                                   | 21:30                                   |
| 18:30                      | 17:30                      | 22:30                                   | 21:30                                   |
| 19:00                      | 17:30                      | 23:00                                   | 22:00                                   |
| 19:00                      | 18:00                      | 23:30                                   | 22:30                                   |
| 19:30                      | 18:00                      | 00:00                                   | 23:00                                   |
| 20:00                      | 18:30                      |                                         |                                         |
| 20:05                      | 19:00                      |                                         |                                         |
| 20:30                      | 19:30                      |                                         |                                         |
| 21:00                      | 20:00                      |                                         |                                         |
| 21:00                      | 20:00                      |                                         |                                         |
| 21:30                      | 20:30                      |                                         |                                         |
| 22:00                      | 21:00                      |                                         |                                         |
| 22:00                      | 21:00                      |                                         |                                         |
| 22:30                      | 21:30                      |                                         |                                         |
| 23:00                      | 22:00                      |                                         |                                         |
| 00:00                      | 22:00                      |                                         |                                         |
|                            | 22:30                      |                                         |                                         |

1. 1 2 3 4 5 6 7 8 9 10 11 12 13 14 15 16 17 18 19 20 21  DIRECTO
2. 1 2 3 4 5 6 7 8 9 10 11 12 13 14 15  Hasta/desde Azuqueca
3. 1 2 3 4 5 6 7 8 9  Por Azuqueca y Alovera
4. 1 2 3 4 5 6 7 8 9 10 11 12 13 14 15 16 17 18 19 20 21 22 23 24 25 26 27 28 29 30 31 32 33 34 35 36 37 38 39 40 41 42 43 44 45 46 47 48 49 50 51 52 53 54 55 56 57 58 59 60 61 62 63 64  Alcalá de Henares - Guadalajara, por Azuqueca y Alovera y viceversa
5. 1 2 3 4  Por Torrejón, Azuqueca y Alovera
6. 1 2 3 4 5 6 7 8 9 10 11 12 13 14 15 16 17 18 19 20 21  Por Azuqueca

## Recorrido y paradas

### Sentido Guadalajara
La línea inicia su recorrido en el intercambiador subterráneo de Avenida de América, en la dársena 1, en este punto se establece correspondencia con las líneas del corredor 2 con cabecera aquí así como algunas líneas urbanas y algunas líneas de largo recorrido. En la superficie efectúan parada varias líneas urbanas con las que tiene correspondencia, y a través de pasillos subterráneos enlaza con las líneas 4, 6, 7 y 9 Metro de Madrid.
Tras abandonar el intercambiador subterráneo, la línea sale a la A-2, por la que se dirige hacia Guadalajara. A lo largo de la autovía tiene parada bajo el Puente de la CEA, en el nudo de Canillejas, junto al Polígono Las Mercedes, junto a la Colonia Fin de Semana, junto al área industrial de la Avenida de Aragón (2 paradas), en el Puente de San Fernando, junto al Polígono Empresarial de San Fernando, junto al Centro Comercial La Dehesa (Alcalá de Henares), junto a la zona industrial El Encín (Alcalá de Henares) y en el empalme de Azuqueca de Henares.
Al llegar a Guadalajara, se dirige a la estación de autobuses, situada en la Calle del 2 de Mayo, teniendo en ella su cabecera.
Este trayecto corresponde a la ruta 2 de la línea, la más común; pero existen otras expediciones que realizan paradas adicionales en el casco urbano de Torrejón de Ardoz, en Azuqueca de Henares o en Alovera. Al igual que existen expediciones que sólo circulan entre Alcalá de Henares y Guadalajara. Los trayectos Alcalá de Henares y Guadalajara realizan más paradas en el casco urbano de Azuqueca de Henares que las expediciones que proceden o continúan a Madrid, además de dar servicio a Alovera.
Todas las paradas situadas dentro de la Comunidad de Madrid sólo permiten la subida de viajeros. Debido a que esas zonas que recorre esta línea ya están cubiertas por otras líneas interurbanas con cabecera en el Intercambiador de Avenida de América que tienen mucha mayor frecuencia y colapsarían la línea VAC-243 para realizar trayectos muy cortos. De esta forma se evita que las expediciones de esta línea se llenen y aumenten el tiempo de viaje a los viajeros con origen Madrid hacia las ciudades de la zona E1 cuya única opción sea la línea VAC-243 y un trayecto de en muchas ocasiones superior a 1h.
| Código                                                                                      | Zona | Localidad               | Denominación                                             | Ubicación                                | Líneas de la parada                                                     | Metro              |
| ------------------------------------------------------------------------------------------- | ---- | ----------------------- | -------------------------------------------------------- | ---------------------------------------- | ----------------------------------------------------------------------- | ------------------ |
| 12477A                                                                                      |      | Madrid                  | Intercambiador de Avenida de América - Dársena 1         | Avenida de América Nº13                  | VAC-243                                                                 | Avenida de América |
| Los servicios DIRECTOS no realizan ninguna de las siguientes paradas                        |      |                         |                                                          |                                          |                                                                         |                    |
| 1284                                                                                        |      | Madrid                  | Avenida de América - Calle de Arturo Soria               | A-2 km. 5,4                              | 115 200 N4 222 223 224 224A 226 227 229 281 282 283 284 N202 VAC-243    |                    |
| 5617                                                                                        |      | Madrid                  | Canillejas                                               | Calle de Josefa Valcárcel Nº152          | 165 200 N4 222 223 224 224A 226 227 229 261281 282 283 284 N202 VAC-243 | Canillejas         |
| 07205                                                                                       |      | Madrid                  | Carretera A-2 - Polígono Industrial Las Mercedes         | Avenida de Aragón Nº328                  | 88 222 223 224 224A 226 227 229 281 282 283 284 N202 VAC-243            |                    |
| 07207                                                                                       |      | Madrid                  | Carretera A-2 - Colonia Fin de Semana                    | Avenida de Aragón Nº374                  | 222 223 224 224A 226 227 229 281 282 283 284 N202 VAC-243               |                    |
| 07208                                                                                       |      | Madrid                  | Carretera A-2 - Hotel                                    | Avenida de Aragón Nº400                  | 88 222 223 224 224A 226 227 229 281 282 283 284 N202 VAC-243            |                    |
| 07209                                                                                       |      | Madrid                  | Carretera A-2 - Pegaso City                              | Avenida de Aragón km. 14,1               | 88 222 223 224 224A 226 227 229 281 282 283 284 N202 VAC-243            |                    |
| Parada realizada por los servicios con paso por San Fernando de Henares y Torrejón de Ardoz |      |                         |                                                          |                                          |                                                                         |                    |
| 19696                                                                                       |      | San Fernando de Henares | C.C. Camino Real                                         | A-2 km. 16,5                             | VAC-2431                                                                |                    |
| Paradas realizadas por los servicios con paso por Torrejón de Ardoz                         |      |                         |                                                          |                                          |                                                                         |                    |
| 07212                                                                                       |      | San Fernando de Henares | Avenida de Castilla - Parque Empresarial San Fernando    | Avenida de Castilla Nº2                  | 223 224 N202 VAC-2431                                                   |                    |
| 07229                                                                                       |      | San Fernando de Henares | Avenida de Castilla - Calle de los Picos de Europa       | Avenida de Castilla Nº38                 | 223 224 N202 VAC-243                                                    |                    |
| 18255                                                                                       |      | Torrejón de Ardoz       | Avenida de las Fronteras - Avenida de la Constitución    | Avenida de las Fronteras Nº2A            | 215 224 224A 261824 VAC-2431B 2 5B                                      |                    |
| 06903                                                                                       |      | Torrejón de Ardoz       | Avenida de las Fronteras - Calle de Madrid               | Avenida de las Fronteras Nº16            | 215 223 224 224A 251 252 261824 N202 VAC-2431B 4 5B                     |                    |
| Parada realizada sólo por los servicios que comienzan en Alcalá de Henares                  |      |                         |                                                          |                                          |                                                                         |                    |
| 19419                                                                                       |      | Alcalá de Henares       | Calle Vía Complutense - Calle de la Ribera               | Calle Vía Complutense Nº46               | 223 231 232 251 252 254 255 FS2 N200 VAC-243                            |                    |
| Paradas del itinerario normal                                                               |      |                         |                                                          |                                          |                                                                         |                    |
| 11130                                                                                       |      | Alcalá de Henares       | A-2 - C.C. La Dehesa                                     | A-2 Nº34                                 | VAC-022VAC-243VAC-25511                                                 |                    |
| Paradas realizadas sólo por los servicios que comienzan en Alcalá de Henares                |      |                         |                                                          |                                          |                                                                         |                    |
| 20047                                                                                       |      | Azuqueca de Henares     | Azuqueca - Polígono Industrial PIMAD                     | Avenida de Miralcampo S/N.º              | VAC-243                                                                 |                    |
| 20387                                                                                       |      | Azuqueca de Henares     | Azuqueca - Avenida de los Escritores                     | Avenida de los Escritores S/N.º          | VAC-243                                                                 |                    |
| 20052                                                                                       |      | Azuqueca de Henares     | Azuqueca - Guardia Civil                                 | Avenida de Francisco Vives S/N.º         | VAC-243                                                                 |                    |
| 20055                                                                                       |      | Azuqueca de Henares     | Azuqueca - Polideportivo La Paz                          | Carretera de Alovera S/N.º               | VAC-243                                                                 |                    |
| Paradas realizadas por los servicios con paso por Azuqueca de Henares                       |      |                         |                                                          |                                          |                                                                         |                    |
| 20387                                                                                       |      | Azuqueca de Henares     | Azuqueca - Avenida de los Escritores                     | Avenida de los Escritores S/N.º          | VAC-243                                                                 |                    |
| 20053                                                                                       |      | Azuqueca de Henares     | Azuqueca - Aula Apícola                                  | Avenida Siglo XXI S/N.º                  | VAC-243                                                                 |                    |
| Los servicios hasta Azuqueca de Henares finalizan aquí                                      |      |                         |                                                          |                                          |                                                                         |                    |
| Paradas realizadas por los servicios con paso por Alovera                                   |      |                         |                                                          |                                          |                                                                         |                    |
| 20057                                                                                       |      | Alovera                 | Carretera CM1051 - Urbanización Parque Vallejo           | CM1051 S/N.º                             | VAC-243                                                                 |                    |
| 20059                                                                                       |      | Alovera                 | Alovera - Avenida de la Virgen de la Paz                 | Avenida de la Virgen de la Paz S/N.º     | VAC-243                                                                 |                    |
| 20061                                                                                       |      | Alovera                 | Alovera - Calle Cañada Real                              | Calle Cañada Real S/N.º                  | VAC-243                                                                 |                    |
| 20390                                                                                       |      | Alovera                 | Alovera - Calle Cañada Real                              | Calle Cañada Real S/N.º                  | VAC-243                                                                 |                    |
| 20063                                                                                       |      | Alovera                 | Alovera - Avenida Doña María de las Mercedes             | Avenida Doña María de las Mercedes S/N.º | VAC-243                                                                 |                    |
| 20959                                                                                       |      | Alovera                 | Alovera - Guardia Civil                                  | Avenida del Príncipe de Asturias S/N.º   | VAC-243                                                                 |                    |
| 20065                                                                                       |      | Alovera                 | Carretera Madrid-Barcelona - Polígono Industrial Uralita | GU-105 S/N.º                             | VAC-243                                                                 |                    |
| Parada del itinerario normal, los servicios DIRECTOS vuelven a hacer parada aquí            |      |                         |                                                          |                                          |                                                                         |                    |
| 20067                                                                                       |      | Guadalajara             | Estación de Autobuses de Guadalajara                     | Calle del 2 de Mayo S/N.º                | VAC-022VAC-099VAC-221VAC-243 VAC-255                                    |                    |

1. 1 2 3 4 5 6 7 8 9 10 11 12 13 14 15 16 17 18 19 20 21 22 23 24 25 26 27 28 29 30 31  Sólo permite la subida de viajeros
2. ↑  A efectos de nomenclatura, para las líneas de la EMT esta parada se llama Puente de la CEA
3. ↑  A efectos de nomenclatura, para las líneas de la EMT esta parada se llama Avenida de Aragón - Calle de Campezo
4. ↑  A efectos de nomenclatura, para las líneas de la EMT esta parada se llama Avenida de Aragón - Calle del Ingeniero Torres Quevedo
5. ↑  A efectos de nomenclatura, para las líneas de la EMT esta parada se llama Avenida de Aragón - Parque Empresarial Pegaso
6. 1 2  Sólo permite el descenso de viajeros

### Sentido Madrid
El recorrido en sentido Madrid es igual al de ida pero en sentido contrario excepto en un punto:
- La línea realiza 1 parada en la A-2 entre Canillejas y el Puente de la CEA y otra en la Avenida de América pasado el puente sobre la M-30 antes de entrar al intercambiador subterráneo. Ambas no tienen equivalente en sentido ida y son para descenso de viajeros.

Todas las paradas situadas dentro de la Comunidad de Madrid sólo permiten el descenso de viajeros. Debido a que esas zonas que recorre esta línea ya están cubiertas por otras líneas interurbanas con cabecera en el Intercambiador de Avenida de América que tienen mucha mayor frecuencia y colapsarían la línea VAC-243 para realizar trayectos muy cortos. De esta forma se evita que las expediciones de esta línea se llenen y aumenten el tiempo de viaje a los viajeros con destino Madrid desde las ciudades de la zona E1 cuya única opción sea la línea VAC-243 y un trayecto de en muchas ocasiones superior a 1h.
| Código                                                                           | Zona | Localidad               | Denominación                                             | Ubicación                                | Líneas de la parada                                                  | Metro / Cercanías             |
| -------------------------------------------------------------------------------- | ---- | ----------------------- | -------------------------------------------------------- | ---------------------------------------- | -------------------------------------------------------------------- | ----------------------------- |
| 20067                                                                            |      | Guadalajara             | Estación de Autobuses de Guadalajara                     | Calle del 2 de Mayo S/N.º                | VAC-022VAC-099VAC-221VAC-243 VAC-255                                 |                               |
| Los servicios DIRECTOS no realizan ninguna de las siguientes paradas             |      |                         |                                                          |                                          |                                                                      |                               |
| Paradas realizadas por los servicios con paso por Alovera y Azuqueca de Henares  |      |                         |                                                          |                                          |                                                                      |                               |
| 20066                                                                            |      | Alovera                 | Carretera Madrid-Barcelona - Polígono Industrial Uralita | GU-105 S/N.º                             | VAC-243                                                              |                               |
| 20960                                                                            |      | Alovera                 | Alovera - Polígono Industrial Picones                    | Avenida del Príncipe de Asturias S/N.º   | VAC-243                                                              |                               |
| 20064                                                                            |      | Alovera                 | Alovera - Avenida Doña María de las Mercedes             | Avenida Doña María de las Mercedes S/N.º | VAC-243                                                              |                               |
| 20389                                                                            |      | Alovera                 | Alovera - Calle Cañada Real                              | Calle Cañada Real S/N.º                  | VAC-243                                                              |                               |
| 20062                                                                            |      | Alovera                 | Alovera - Calle Cañada Real                              | Calle Cañada Real S/N.º                  | VAC-243                                                              |                               |
| 20060                                                                            |      | Alovera                 | Alovera - Avenida de la Virgen de la Paz                 | Avenida de la Virgen de la Paz S/N.º     | VAC-243                                                              |                               |
| 20058                                                                            |      | Alovera                 | Carretera CM1051 - Urbanización Parque Vallejo           | CM1051 S/N.º                             | VAC-243                                                              |                               |
| Los servicios desde Azuqueca de Henares comienzan aquí                           |      |                         |                                                          |                                          |                                                                      |                               |
| 20054                                                                            |      | Azuqueca de Henares     | Azuqueca - Aula Apícola                                  | Avenida Siglo XXI S/N.º                  | VAC-243                                                              |                               |
| 20388                                                                            |      | Azuqueca de Henares     | Azuqueca - Avenida de los Escritores                     | Avenida de los Escritores S/N.º          | VAC-243                                                              |                               |
| Paradas realizadas sólo por los servicios que terminan en Alcalá de Henares      |      |                         |                                                          |                                          |                                                                      |                               |
| 20056                                                                            |      | Azuqueca de Henares     | Azuqueca - Polideportivo La Paz                          | Carretera de Alovera S/N.º               | VAC-243                                                              |                               |
| 20051                                                                            |      | Azuqueca de Henares     | Azuqueca - Guardia Civil                                 | Avenida de Francisco Vives S/N.º         | VAC-243                                                              |                               |
| 20388                                                                            |      | Azuqueca de Henares     | Azuqueca - Avenida de los Escritores                     | Avenida de los Escritores S/N.º          | VAC-243                                                              |                               |
| 20048                                                                            |      | Azuqueca de Henares     | Azuqueca - Polígono Industrial PIMAD                     | Avenida de Miralcampo S/N.º              | VAC-243                                                              |                               |
| Paradas del itinerario normal                                                    |      |                         |                                                          |                                          |                                                                      |                               |
| 16949                                                                            |      | Alcalá de Henares       | C. C. Quadernillos - Estación de Alcalá Universidad      | Calle de Doña Inés de Ulloa Nº9          | 275 VAC-022VAC-243VAC-255                                            | Alcalá de Henares Universidad |
| Parada realizada sólo por los servicios que terminan en Alcalá de Henares        |      |                         |                                                          |                                          |                                                                      |                               |
| 19419                                                                            |      | Alcalá de Henares       | Calle Vía Complutense - Calle de la Ribera               | Calle Vía Complutense Nº46               | 223 231 232 251 252 254 255 FS2 N200 VAC-243                         |                               |
| Paradas realizadas por los servicios con paso por Torrejón de Ardoz              |      |                         |                                                          |                                          |                                                                      |                               |
| 06904                                                                            |      | Torrejón de Ardoz       | Avenida de las Fronteras - Calle de Madrid               | Avenida de las Fronteras Nº17A           | 215 224A 251 252 824 VAC-2431A 4 5A                                  |                               |
| 11504                                                                            |      | Torrejón de Ardoz       | Avenida de las Fronteras - Centro de salud               | Avenida de las Fronteras Nº7             | VAC-2431A 4 5A                                                       |                               |
| 16537                                                                            |      | San Fernando de Henares | Avenida de Castilla - Calle de los Picos de Europa       | Avenida de Castilla Nº45                 | 224 VAC-243                                                          |                               |
| 11479                                                                            |      | San Fernando de Henares | Carretera M-115 - Polígono Industrial Las Fuentecillas   | Carretera de INTA Nº200                  | 224 VAC-2431                                                         |                               |
| Parada realizada por los servicios con paso por San Fernando de Henares          |      |                         |                                                          |                                          |                                                                      |                               |
| 07239                                                                            |      | San Fernando de Henares | Carretera A-2 - Parque Empresarial San Fernando          | Carretera de INTA Nº200                  | 222 223 224 224A 226 227 229 N202 VAC-243                            |                               |
| Paradas del itinerario normal                                                    |      |                         |                                                          |                                          |                                                                      |                               |
| 07299                                                                            |      | Madrid                  | Carretera A-2 - Pegaso City                              | Avenida de Aragón km. 14                 | 222 223 224 224A 226 227 229 281 282 283 284 N202 VAC-243            |                               |
| 07300                                                                            |      | Madrid                  | Carretera A-2 - Hotel                                    | Avenida de Aragón km. 13,3               | 222 223 224 224A 226 227 229 281 282 283 284 N202 VAC-243            |                               |
| 07301                                                                            |      | Madrid                  | Carretera A-2 - Colonia Fin de Semana                    | Avenida de Aragón S/N.º                  | 222 223 224 224A 226 227 229 281 282 283 284 N202 VAC-243            |                               |
| 07302                                                                            |      | Madrid                  | Carretera A-2 - Barrio del Aeropuerto                    | Calle de Salinas de Rosío Nº37           | 222 223 224 224A 226 227 229 281 282 283 284 N202 VAC-243            |                               |
| 07312                                                                            |      | Madrid                  | Carretera A-2 - Instituto                                | Avenida de Aragón km. 10                 | 222 223 224 224A 226 227 229 281 282 283 284 N202 VAC-243            |                               |
| 07313                                                                            |      | Madrid                  | Avenida de América - Canillejas                          | Avenida de Logroño Nº4                   | 222 223 224 224A 226 227 229 261281 282 283 284 N202 VAC-243         | Canillejas                    |
| 1287                                                                             |      | Madrid                  | Avenida de América - Parque Conde de Orgaz               | Avenida de América km. 6,4               | 115 222 223 224 224A 226 227 229 282 283 N202 VAC-243                |                               |
| 1285                                                                             |      | Madrid                  | Avenida de América - Calle de Arturo Soria               | Avenida de América km. 6,4               | 115 200 222 223 224 224A 226 227 229 261281 282 283 284 N202 VAC-243 |                               |
| 1283                                                                             |      | Madrid                  | Avenida de América - Parque de las Avenidas              | Avenida de América Nº54                  | 114 115 N4 222 223 224 224A 226 227 229 281 282 283 284 N202 VAC-243 |                               |
| 4770                                                                             |      | Madrid                  | Avenida de América - Hotel                               | Avenida de América Nº41                  | 114 115 122 222223224224A226227229281282283284VAC-243                |                               |
| Parada del itinerario normal, los servicios DIRECTOS vuelven a hacer parada aquí |      |                         |                                                          |                                          |                                                                      |                               |
| 12477                                                                            |      | Madrid                  | Intercambiador de Avenida de América                     | Avenida de América Nº13                  | Descenso en las dársenas 8 y 9                                       | Avenida de América            |

1. 1 2 3 4 5 6 7 8 9 10 11 12 13 14 15 16 17 18 19 20 21 22 23 24 25 26 27 28 29 30 31 32 33 34 35 36 37 38 39 40 41 42 43 44 45 46 47 48 49 50 51  Sólo permite el descenso de viajeros
2. ↑  A efectos de nomenclatura, para las líneas de la EMT esta parada se llama Puente de la CEA
3. ↑  A efectos de nomenclatura, para las líneas de la EMT esta parada se llama Avenida de América - Calle del Corazón de María